# Басов Яків Олександрович
Яків Олександрович Ба́сов (2 лютого 1914, Сімферополь — 16 березня 2004, Ялта) — український художник; член Спілки працівників мистецтв з 1931 року та Спілки радянських художників України з 1958 року.

## Біографія
Народився 20 січня [2 лютого] 1914 року в місті Сімферополі (нині Автономна Республіка Крим, Україна). Протягом 1922—1930 років займався у художній студії Миколи Самокиша. 1927 року закінчив семирічну школу. У 1928—1930 роках працював столяром у деревообробних майстернях артілі інвалідів, робітником на лісопильних верстатах на заводі КІМ; у 1930—1931 роках — робітником сцени Кримського облдрамтеатру імені Максима Горького.
1931 року, за рекомендацією Миколи Самокиша, поїхав до Ленінграда, де після перегляду Вченою радою Академії мистецтв наданих робіт, був зарахований без іспитів на третій курс вечірнього відділення Рабфаку образотворчого мистецтва при Всеросійській академії мистецтв. 1933 року був прийнятий на живописний факультет Ленінградського інституту живопису, скульптури та архітектури. Навчався в Олександра Савінова, Павла Наумова, Ісаака Бродського, деякий час у Дмитра Кардовського, а потім у Василя Шухаєва. Припинив навчання 1937 року, пішов із п'ятого курсу. Водночас із навчанням з 1935 року за договорами з Ленінградським міським комітетом образотворчого мистецтва виконував роботи для музеїв і установ міста.
У 1938 році повернувся до Сімферополя, за договором виконав панно для Кримського павільйону на Всесоюзній сільськогосподарській виставці. Перед початком німецько-радянської війни працював над маскуванням багатьох об'єктів Ленінграда.
З липня 1941 року по 21 лютого 1946 року — у Червоній армії. Учасник німецько-радянської війни. Брав участь у боях на Карельському перешийку. Потім його направили на навчання в Ленінградське Червонопрапорне ордена Леніна військово-інженерне училище імені Андрія Жданова. Член ВКП(б) з 1942 року. У травні 1942 року з відзнакою закінчив училище і у званні старшого лейтенанта був залишений викладачем на кафедрі військового маскування, де працював до 1946 року. Водночас протягом 1943—1944 років навчався на економічному факультеті Університету марксизму-ленінізму. Демобілізувався у званні капітана. Нагороджений медаллю «За перемогу над Німеччиною».
Після демобілізації повернувся до Сімферополя, де з серпня 1946 року по серпень 1947 року працював у товаристві «Кримхудожник», потім за договорами через «Стіл замовлень» при уповноваженому Художнього фонду СРСР по Криму. 1951 року переїхав до Ялти, де працював у Ялтинському відділенні товариства «Кримхудожник»; з 1953 року — Ялтинських художньо-виробничих майстернях Художнього фонду УРСР (у 1968—1976 роках — голова Художньої ради майстерень). Водночас у 1969—1976 роках — член правління Кримської організації Спілки радянських художників України.
Мешкав в Ялті в будинку на вулиці Кривошти, № 13, квартира № З. Помер в Ялті 16 березня 2004 року.

## Творчість
Працював у галузях станкового живопису і станкової графіки. Створював переважно пейзажі (зокрема морські), натюрморти. Створив серії пейзажів Москви (1961), Ленінграда (олія, 1960; акварель, 1963—1964), Києва (1963), країн Балтії (1960—1963), Півночі Російської Федерації (акварель, 1963—1964), Якутії, України, Криму (1955—1962). Серед робіт:
живопис
- «Сімферополь. Сонячний день» (1928);
- «Циганка» (1932);
- «Кримський дворик» (1934);
- «Натюрморт із рибами» (1948)
- «Море» (1948);
- «Влітку на пляжі» (1949, картон, олія);
- «Виноградники» (1950);
- «На кордоні тривога» (1952);
- «Захід сонця на морі» (1952);
- «У мирні дні» (1953);
- «Перше травня в Алупці» (1954);
- «Вечір на рейді» (1955, темпера);
- «Алупка. Вулиця червоних партизанів» (1955);
- «Перемога при Синопі» (1955);
- «Сріблясте море» (1956);
- «Алупка. Будинок художника» (1956);
- «Осінь на виноградниках» (1956);
- «Жінка з букетом» (1958);
- «Літнє море» (1960, картон, олія);
- «Ленінград. Інженерний замок» (1960);
- «Натюрморт у саду» (1960);
- «Додому» (1963);
- «Мигдаль цвіте» (1968);
- «Натюрморт» (1968);
- «Самотність» (1969);
- серія «Батьківщина» (1970);
- «Скоро весна» (1973);
- «Золота долина» (1976);
- «Сейнери» (1974);
- «Штормова погода» (1975);
- триптих «Пам'яті героїв Аджимушкая» (1985);
- «Весна в Україні» (1985);
- «Таврида» (1989);
- «Сріблястий день» (1990);
- «Човни» (1991);
- «Ранок» (1992);
- «На просторах Криму» (1993);
- «Вечірнє море» (1993);
- «Сонячна Ялта» (1994);

акварелі
- «На гладі озера» (1962);
- «Ленінград. Вулиця Зодчого Россі» (1963);
- «Річка Оять. Єфремкове» (1963);
- «Кримська долина» (1963);
- «Карелія. Кольоровий світ» (1964);
- «Новгород. Перинь» (1972);
- «Сині долини» (1975);
- «Полум'яніючий захід сонця» (1976);
- «Біля берегів Керчі» (1978);
- «Вечірній Приморський» (1983);
- «Кримський краєвид» (1984);
- «Вітряний день» (1986);
- «Останнє листя» (1990);
- «Сосни над морем» (1993);
- «Морська стихія» (1994);

цикли акварелей
- «Сільські мотиви» (1962);
- «На Півночі» (1964);
- «Львів» (1965);
- «Моя Україна» (1969);
- «Весна в Україні» (1971);
- «Севастополь» (1972);
- «Керч рибальська» (1974);
- «Земля весняна» (1977);
- «Чорне море» (1978);
- «Якутія» (1978);
- «Земля України» (1980);
- «Київ сьогодні» (1982);
- «Ялта — місто біля моря» (1987);
- «Земля Тавриди» (1991);
- «Пори року» (1995);
- «Весна на Півдні» (1995);
- «Бахчисарай» (1995);
- «Весна в Криму» (1999).

Понад 600 робіт були передані художником різним музеям Криму, понад 100 робіт знаходяться в збірках 43 музеїв України (зокрема у Національному художньому музеї України) і за кордоном. Колекції робіт митця є частиною постійної експозиції Лівадійського палацу-музею і Алупкинського державного палацово-паркового заповідника.
Брав участь у художніх виставках з 1935 року (Москва), всеукраїнських — з 1949 року, всесоюзних — з 1955 року. Провів 63 персональних виставки, зокрема у Києві у 1955, 1956 роках; Ленінграді у 1960, 1963, 1964 роках; Ялті у 1954, 1961, 1963 роках; Сімферополі у 1961, 1964 роках. Провів на 37 виставок у 22 країнах світу, в тому числі Канаді, Голландії, Норвегії, Австрії, Німеччині, Японії, Бельгії, Польщі, США, Італії, Іспанії, Англії, Франції.
Актор публікацій у засобах масової інформації:
- «Страницы творческой биографии. Записки художника»;
- «Поэзия пейзажа» (1995);
- «Творчество — это судьба» (1998).

## Відзнаки
- Заслужений художник Української РСР з 7 березня 1978 року[2];
- Державна премія Автономної Республіки Крим за 1997 рік[2];
- Почесний громадянин Алупки з 1999 року[1];
- Народний художник України з 2004 року[9].

## Вшанування
- У 1997 році в Алупці відкрито міський меморіальний музей Якова Басова з колекцією його картин[6][1];
- Названий популярною особистістю 2000 року[1];
- Увійшов до збірки Життя чудових людей Криму «Дух особистості вічний»[1].

## У мистецтві
- Живописний портрет митця написав севастопольський художник Геннадій Бруснецов[8];
- У 2002 році живописний портрет митця написав художник Тарас Джус[10].